# Douwe de Vries
Douwe de Vries (* 14. Juni 1982 in Hallum) ist ein niederländischer Eisschnellläufer.

## Werdegang
De Vries debütierte im Eisschnelllauf-Weltcup zu Beginn der Saison 2011/12 in Tscheljabinsk. Dort belegte er den zehnten Platz über 5000 m. Es folgten weitere Top-Zehn-Platzierungen. Beim Weltcupfinale holte er in Berlin seinen ersten Sieg in der Teamverfolgung und errang zum Saisonende den achten Platz im Gesamtweltcup über 5000/10.000 m. In der Saison 2013/14 startete er meist im B-Weltcup über die Langdistanzen. Dabei kam er mehr zweimal aufs Podest und belegte zum Saisonende den sechsten Rang im Gesamtweltcup über 5000/10.000 m. Zudem holte er in der Teamverfolgung in Berlin seinen zweiten Weltcupsieg und errang bei der Mehrkampfeuropameisterschaft 2014 in Hamar den siebten Platz. Nach ihrem dritten Weltcupsieg in Obihiro in der Teamverfolgung zu Beginn der Saison 2014/15 erreichte er zwei zweite und zwei dritte Plätze. Im Februar 2015 gewann er bei den Einzelstreckenweltmeisterschaften 2015 in Heerenveen die Bronzemedaille über 5000 m und die Goldmedaille in der Teamverfolgung. Im folgenden Monat wurde er bei der Mehrkampfweltmeisterschaft 2015 in Calgary Sechster. Die Saison beendete er auf dem siebten Platz im Gesamtweltcup über 5000/10.000 m. In der Saison 2015/16 erreichte er im Weltcup über 5000 m viermal unter die ersten Zehn und belegte damit den siebten Platz im Gesamtweltcup. Außerdem gewann er zweimal in der Teamverfolgung. Bei der Mehrkampfeuropameisterschaft 2016 in Minsk errang er den 22. Platz. Im Februar 2016 gewann er bei den Einzelstreckenweltmeisterschaften 2016 in Kolomna wie im Vorjahr die Goldmedaille in der Teamverfolgung und kam zudem auf den neunten Platz über 5000 m. In der folgenden Saison holte er drei Weltcupsiege in der Teamverfolgung und errang einmal den dritten Platz über 5000 m und einmal den zweiten Platz in der Teamverfolgung. Er erreichte damit den sechsten Platz Gesamtweltcup über 5000/10.000 m. Bei den Einzelstreckenweltmeisterschaften 2017 in Gangwon gewann er die Goldmedaille in der Teamverfolgung. Zudem wurde er dort Vierter über 5000 m.

## Persönliche Bestzeiten
- 500 m      36,63 s (aufgestellt am 7. März 2015 in Calgary)
- 1000 m    1:10,45 min (aufgestellt am 28. Februar 2015 in Calgary)
- 1500 m    1:45,08 min (aufgestellt am 27. Januar 2019 in Heerenveen)
- 3000 m    3:39,46 min (aufgestellt am 6. März 2013 in Calgary)
- 5000 m    6:12,47 min (aufgestellt am 26. Januar 2019 in Heerenveen)
- 10.000 m    12:55,10 min (aufgestellt am 27. Januar 2019 in Heerenveen)

## Weltcupsiege im Team
| Nr. | Datum             | Ort                 | Disziplin        |
| --- | ----------------- | ------------------- | ---------------- |
| 1.  | 11. März 2012     | Berlin              | Teamverfolgung 1 |
| 2.  | 7. Dezember 2013  | Berlin              | Teamverfolgung 2 |
| 3.  | 15. März 2014     | Heerenveen          | Teamverfolgung 3 |
| 4.  | 15. November 2014 | Obihiro             | Teamverfolgung 4 |
| 5.  | 4. Dezember 2015  | Inzell              | Teamverfolgung 5 |
| 6.  | 11. März 2016     | Heerenveen          | Teamverfolgung 5 |
| 7.  | 12. November 2016 | Harbin              | Teamverfolgung 6 |
| 8.  | 19. November 2016 | Nagano              | Teamverfolgung 7 |
| 9.  | 11. März 2017     | Stavanger           | Teamverfolgung 8 |
| 10. | 23. November 2018 | Tomakomai           | Teamverfolgung 9 |
| 11. | 24. November 2019 | Tomaszów Mazowiecki | Teamverfolgung 9 |